# 大分県立久住高原農業高等学校
大分県立久住高原農業高等学校（おおいたけんりつ くじゅうこうげんのうぎょうこうとうがっこう）は、大分県竹田市久住町大字栢木にある県立農業高等学校。スクールテーマは「小さな学校の大きな希望」である。

## 概要
大分県立竹田高等学校の分校の昼間定時制高校として、旧直入町に直入校舎、旧久住町に都野校舎がそれぞれ設立されたのが、後に都野校舎に統合され大分県立竹田高等学校久住分校と改称した。その経緯から久住校前にあるバス停の名称は「都野高校前」である。
その後、大分県立三重農業高等学校に所属が変更されて、大分県立三重農業高等学校久住分校となり、さらに大分県立三重農業高等学校が統合されて新設された大分県立三重総合高等学校の久住分校を経て、三重総合高等学校久住校に改称した。
2019年4月には、三重総合高等学校から独立し、単独校の大分県立久住高原農業高等学校として新たに開校した。
分校を独立した高校にすることは住民の悲願で、20年近くにわたる大分県への要望が認められた。前身の高校は1学年20人に達しない定員割れが続いていたが、2020年度入学から募集を全国に拡大した。竹田市は合併特例債を利用して寮を建設し、地元農家も実地教育で支援する態勢をとっている。  
校歌はDRUM TAOの作詞・作曲による。なお、久住校時代までの校歌は、本校と同じ小椋佳作詞・作曲による『美しくあれ、若みどり』であったが、歌詞の一部が本校と異なっていた。

## 設置学科
- 農業科

## 沿革
- 1948年（昭和23年）7月 - 大分県立竹田高等学校都野校舎、大分県立竹田高等学校直入校舎開校。
- 1961年（昭和36年）4月 - 統合により大分県立竹田高等学校久住分校となる。
- 1970年（昭和45年）4月 - 大分県立三重農業高等学校久住分校となる。
- 2006年（平成18年）4月 - 大分県立三重総合高等学校久住分校を併設。
- 2008年（平成20年）4月 - 大分県立三重総合高等学校久住校となる。
- 2019年（平成31年）4月 - 独立して大分県立久住高原農業高等学校となる。

## 部活動
- 軟式野球部
- うし部
- 農業愛好部[3]
- フェンシング部
- ドローン愛好会
- 総合運動部